# Tel Chaj
Tel Chaj (hebr. תל חי; ang. Tel Hai; pol. Wzgórze Życia) – nieistniejąca już żydowska osada, która została założona w 1905 roku w Palestynie, będącej wówczas częścią Imperium Osmańskiego. Została zniszczona 1 marca 1920 roku w wyniku ataku libańskich Beduinów. Obecnie jako historyczne miejsce jest częścią kibucu Kefar Giladi.

## Położenie

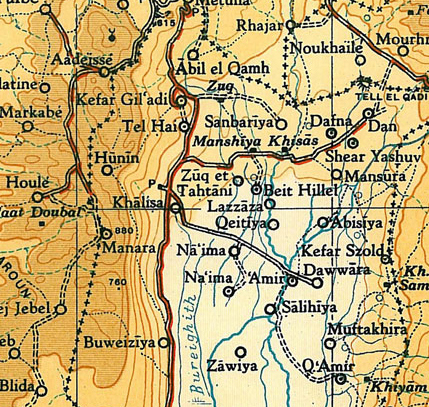
Mapa pokazująca położenie Tel Chaj w 1946 r.

Osada Tel Chaj była położona w północno-zachodnim skraju Doliny Hula w Górnej Galilei. Leżała na wysokości 240 metrów n.p.m. u podnóża Gór Naftali, które wyznaczają granicę z Libanem. Zbocza gór są częściowo porośnięte lasami.

## Historia
W 1893 roku Baron Edmond James de Rothschild poprzez Żydowskie Stowarzyszenie Kolonizacyjne zakupił w tej okolicy około 13 tys. ha ziemi. Większość tych gruntów (około 10 tys. ha) przypisano do powstałego w 1896 roku żydowskiego moszawu Am Segula (obecnie Metulla). Część gruntów pozostała jednak niezagospodarowana, i w 1905 roku grupa sześciu pionierów utworzyła osadę Tel Chaj. Tymi osadnikami byli: Eliasz Eliowicz, Meir Szwarc, Fajbisz Goldberg, Zachariasz Hiotmn, Jesse Hiotmn i Meir Friedman. Ten ostatni opuścił osadę po dwóch miesiącach i przeniósł się niżej do doliny, gdzie uprawiał bawełnę. W 1907 roku w Tel Chaj powstał szereg budynków gospodarczych i mieszkalnych. Mieszkańcy trudnili się wówczas głównie rolnictwem. W 1916 roku do osady dołączyła grupa strażników z żydowskiej organizacji samoobrony Ha-Szomer. Ich obecność umożliwiła rozwój pasterstwa. Latem 1918 roku osiedliła się tutaj grupa robocza, na której czele stali Dawid Baum i Kalman Cohen. Pod koniec I wojny światowej w 1918 roku Metulla i Tel Chaj znalazły się we francuskiej strefie okupacyjnej Libanu, a następnie weszły do francuskiego Mandatu Syrii i Libanu (był to wynik Umowy Sykes-Picot z 1916 r.). Brytyjczycy utworzyli na południu Mandat Palestyny i oczekując na zaprowadzenie przez Francuzów nowych rządów na północy, ewakuowali większość osad położonych w strefie przygranicznej z Libanem. Francuzi sprawowali jednak władzę w sposób bardzo swobodny, co sprzyjało powstaniu niepokojów i zaburzeń społecznych. Liczni Arabowie zaangażowali się wówczas w utworzenie Wielkiej Syrii. Konsekwencją było nasilenie tendencji panarabizmu i wybuch walk w Libanie i Syrii, a obszar pogranicza stał się ziemią niczyją, której status był niepewny. W obszarze tym znajdowało się siedem żydowskich osiedli. Ich mieszkańcy czuli się zagrożeni i utworzyli własną samoobronę. Arabowie dążyli do obalenia Mandatu Syrii i Libanu, i oskarżali Żydów o sprzyjanie władzom francuskim. W rzeczywistości tutejsi Żydzi usiłowali zachować neutralność. Do pierwszego arabskiego ataku na Tel Chaj doszło już 12 grudnia 1919 roku (zginął Schneier Szaposznik). W styczniu 1920 roku, w obliczu nasilających się arabskich rozruchów, ponad 100 mieszkańców uciekło z Metulli (w nocy z 8 na 9 lutego 1920 r. moszaw Metulla został splądrowany). W Tel Chaj mieszkało wówczas zaledwie 20 osób. W obliczu rosnącego arabskiego zagrożenia, poprosili oni o pomoc z Jiszuwu. W odpowiedzi przybyło kilku ochotników pod przywództwem działacza syjonistycznego Josefa Trumpeldor. Największym problemem obrońców był brak broni, w szczególności ciężkiej broni. Sama osada składała się z kilku połączonych z sobą zabudowań, które otaczały wewnętrzny dziedziniec. Przypominało to twierdzę. Jednak w rzeczywistości była to twierdza niemożliwa do obronienia przed przeważającymi siłami arabskimi. Pod koniec lutego 1920 roku Ze’ew Żabotyński zaproponował ewakuację osady, jednak przedstawiciele partii robotniczych nie zgodzili się na to.
W dniu 19 lutego 1920 roku siły francuskie zaatakowały i rozbiły zgrupowanie uzbrojonych Arabów w rejonie pobliskiej wioski Al-Chalisa. Uciekinierzy przybyli do Tel Chaj i sąsiedniego kibucu Kefar Giladi, jednak ich mieszkańcy odmówili im schronienia, opowiadając się za całkowitą neutralnością w wojnie francusko-syryjskiej.

### Bitwa o Tel Chaj
W dniu 1 marca 1920 roku w rejon Tel Chaj przyszedł oddział kilkuset Beduinów dowodzonych przez szejka Kamala Effendi. Żydzi nie wpuścili ich do środka, jednak po negocjacjach kilku beduińskich żołnierzy weszło na wewnętrzny dziedziniec, aby sprawdzić czy nie ukrywają się tam Francuzi. Podczas sprawdzania głównego budynku osady, Kamal Effendi podjął decyzję o skonfiskowaniu całej broni od mieszkańców Tel Chaj. Podczas odbierania broni doszło do szamotaniny i krzyku jednej z pionierek. Prawdopodobnie przypadkowo oddany strzał stał się przyczyną masakry. Josef Trumpeldor wraz z towarzyszami otworzyli ogień do Beduinów będących w domu i na dziedzińcu. Kamal i jego ludzie zabarykadowali się na poddaszu, skąd strzelając zadali duże straty obrońcom, potem w zamieszaniu wycofali się na zewnątrz i połączyli z głównymi siłami. Starcie trwało kilka godzin, po czym Beduini wycofali się. Obrońcy opuścili wieczorem zabudowania Tel Chaj i uciekli do sąsiedniego kibucu Kefar Giladi. Następnie, w 30 osób uciekli do położonego dalej na północnym wschodzie kibucu Ajjelet ha-Szachar. Zabudowania Tel Chaj zostały spalone.
W bitwie o Tel Chaj zginęło 8 Żydów i 5 Beduinów.

## Konsekwencje
Atak na Tel Chaj wywołał duże zaniepokojenie przywódców ruchu syjonistycznego, którzy w następnych dniach wielokrotnie zwracali się do brytyjskich władz o zapewnienie bezpieczeństwa żydowskim osadom i zakazanie arabskich prosyryjskich wieców. Ich prośby były jednak ignorowane. Obawy przed kolejnymi atakami i pogromami jeszcze bardziej się nasiliły, gdy 7 marca 1920 emir Fajsal I został ogłoszony królem Wielkiej Syrii, w której skład miała wejść także Palestyna. Eskalacja napięcia doprowadziła do wybuchu zamieszek w Nabi Musa (4-7 kwietnia 1920). W maju 1920 roku brytyjski rząd wysłał do Palestyny komisję śledczą Palina, która miała zbadać przyczyny i okoliczności zamieszek. Tymczasem na granicy wojska francuskie prowadziły walki z arabskimi powstańcami, i w lipcu 1920 roku przywróciły spokój w regionie. W październiku tego roku, grupa żydowskich osadników powróciła do opuszczonych osiedli, rozpoczynając prace porządkowe. Na podstawie odrębnego brytyjski-francuskiego porozumienia stwierdzono, że obszar Metulli i Tel Chaj miał wejść do brytyjskiego Mandatu Palestyny, jednak cała procedura przeciągnęła się do kwietnia 1924 roku. Sama osada Tel Chaj została odbudowana w 1921 roku, a w 1926 roku przyłączona do kibucu Kefar Giladi.

## Znaczenie
Obrona Tel Chaj i śmierć jego obrońców stała się symbolem dla ruchu syjonistycznego, a Josefa Trumpeldora uznano za wzór odwagi i bohaterstwa. Na cmentarzu wojskowym w kibucu Kefar Giladi w 1926 roku wystawiono pomnik przedstawiający lwa Judy, na którym wyryto ostatnie słowa Trumpeldora: „Dobrze jest umrzeć za swój własny kraj”.
Grób Trumpeldora każdego roku w 11. dniu wiosennego miesiąca adar odwiedzają liczni młodzi Izraelczycy. Dzień ten jest nazywany Dniem Tel Chaj. Sąsiednie miasto Kirjat Szemona nazwano na cześć poległych obrońców Tel Chaj.

## Obecne wykorzystanie
Oryginalne zabudowania Tel Chaj zostały odrestaurowane. Budynki są wykonane z bazaltu, z czerwoną dachówką. Część obronnej palisady z wieżą strażniczą zamieniono w Muzeum Tel Chaj, przedstawiające historię osady i cele przyświecające jej mieszkańcom. Tuż obok znajduje się hostel (ang. Tel Hai Youth Hostel), należący do Międzynarodowej Federacji Schronisk Młodzieżowych (IYHA). Na miejscu działa dyskoteka z barem, można również zasięgnąć rady odnośnie do szlaków pieszych wędrówek po okolicy. W sąsiedztwie jest także College Tel Chaj.